# Pi Ceti
Pi Ceti (π Ceti, förkortat Pi Cet, π Cet) som är stjärnans Bayerbeteckning, är en dubbelstjärna belägen i den östra delen av stjärnbilden Valfisken (stjärnbild). Den har en kombinerad skenbar magnitud på 4,24 och är synlig för blotta ögat där ljusföroreningar ej förekommer. Baserat på parallaxmätning inom Hipparcosuppdraget på ca 8,3 mas, beräknas den befinna sig på ett avstånd av ca 393 ljusår (ca 120 parsek) från solen.

## Nomenklatur
Pi Ceti, tillsammans med ε Cet, ρ Cet och σ Cet, utgör Al Sufi Al Sadr al Ḳaiṭos, Valens bringa.
Enligt stjärnkatalogen i det tekniska memorandumet 33-507 - A Reduced Star Catalog Containing 537 Named Stars, var Al Sadr al Ḳaiṭos benämningen på fyra stjärnor: ρ Cet som Al Sadr al Ḳaiṭos I, σ Cet som Al Sadr al Ḳaiṭos II, ε Cet som Al Sadr al Ḳaiṭos III och π Cet som Al Sadr al Ḳaiṭos IV.

## Egenskaper
Pi Ceti A är en blå till vit stjärna i huvudserien av spektralklass B7 V eller B7 IV. Den har en uppskattad massa som är ca 4,4 gånger större än solens massa, en radie som är ca 4,3 gånger större än solens och utsänder från dess fotosfär ca 470 gånger mera energi än solen vid en effektiv temperatur på ca 12 900 K.
Pi Ceti är en ensidig spektroskopisk dubbelstjärna med ett nästan cirkulärt omlopp och en omloppsperiod på 7,45 år. Det faktum att systemet har en försumbar excentricitet är överraskande för en så lång period och kan betyda att följeslagaren är en vit dvärg som fick sitt omlopp bestämt under en massöverföringshändelse. Stjärnan verkar vara mycket ung - mindre än en halv miljon år - och kan fortfarande vara på en pre-huvudserielinje. Den visar inget magnetfält, men ger ett överskott av infraröd strålning.